# USS Andrew Doria (1775)
USS Andrew Doria – amerykański bryg z okresu wojny o niepodległość Stanów Zjednoczonych. Zbudowany jako statek handlowy „Defiance”, został przejęty przez Continental Navy w listopadzie 1775 roku. Okręt zasłynął tym, że jako pierwszy w historii Stanów Zjednoczonych przyjął na morzu salut morski od innego państwa, co było symbolicznym uznaniem niepodległości młodego państwa. Okrętowi nadano imię XVI-wiecznego admirała Andrea Doria. 

## Projekt i budowa
13 października 1775 roku Kongres Kontynentalny wyraził zgodę na zakup brygu „Defiance”, który wcześniej był wykorzystywany jako jednostka handlowa. Po przebudowie i wyposażeniu w działa w jednej z filadelfijskich stoczni, był jedną z czterech pierwszych jednostek wcielonych w skład nowo formowanej marynarki wojennej zbuntowanych kolonii. Okręt został przejęty przez Komitet Marynarki w połowie listopada 1775 roku, a jego imię zmieniono na „Andrew Doria”. Wyposażona w 14 dział jednostka miała głównie blokować dostawy broni i zaopatrzenia dla sił wiernych Królestwu Wielkiej Brytanii . 

## Służba
Po wejściu do służby pierwszą misją „Andrew Doria” było, wraz z innymi okrętami, wysadzenie desantu piechoty morskiej i zdobycie brytyjskich składów broni w rejonie Nassau 3 marca 1776 roku. Misja zakończyła się częściowym sukcesem, zdobyto zmagazynowane tam działa, jednak tylko część przechowywanego tam prochu. Poważnym problemem podczas tej operacji były choroby panujące wśród członków załóg amerykańskich okrętów. Szczególnie groźne były liczne przypadki zachorowań na ospę . Załoga „Andrew Doria” jako jedyna była zaszczepiona i odporna na chorobę. Z tego powodu okręt do końca misji pełnił funkcję jednostki szpitalnej. 6 kwietnia amerykańskie okręty napotkały brytyjską fregatę HMS „Glasgow”, która broniąc się zdołała uszkodzić ogniem dział „Alfreda”, a następnie wycofała się . 

### Pierwszy salut
16 listopada 1776 roku „Andrew Doria” w celu uzupełnienia zapasów udał się na holenderską wyspę Sint Eustatius. Tuż przed przybyciem do celu oddał kurtuazyjną salwę 13 wystrzałów ze swoich dział, symbolizujących niepodległość 13 amerykańskich kolonii. W odpowiedzi strona holenderska odpowiedziała podobnym honorowym salutem, zwyczajowo krótszym bo 11 strzałowym. Salut był pierwszym jaki oddano amerykańskiej banderze w obcym państwie. Załoga amerykańskiego okrętu dostarczyła na wyspę kopię deklarację niepodległości Stanów Zjednoczonych .
Wracając do Filadelfii amerykański okręt stoczył dwugodzinną walkę z brytyjskim slupem HMS „Racehorse”, zdobył go kosztem czterech zabitych marynarzy. Brytyjski okręt został wcielony do Continental Navy jako „Surprize” .
Jesienią 1777 roku „Andrew Doria” wraz z innymi okrętami przebywał na rzece Delaware w celu ochrony Filadelfii przed atakiem brytyjskich okrętów. Przewaga Brytyjczyków zmusiła okręty amerykańskie do wycofania się, a ostatecznie 21 listopada 1777 roku podjęto decyzję o spaleniu pozostałych okrętów .